# جورجو سانتلی
جورجو سانتلی (ایتالیایی: Giorgio Santelli; ۲۴ نوامبر ۱۸۹۷ – ۸ اکتبر ۱۹۸۵) شمشیرباز اهل ایتالیا بود.
وی در مسابقات کشوری و بین‌المللی در مجموع برندهٔ ۱ مدال طلا شده‌است.